# Thibaut III av Champagne
Thibaut III av Champagne, född 1179, död 1201, var regerande greve av Champagne från 1197 till 1201.